# Herbert Block
Herbert Block, pennaam Herblock (Chicago, 13 oktober 1909 - Washington, 7 oktober 2001), was een Amerikaans redactioneel cartoonist.

## Loopbaan
Block begon al op jonge leeftijd te tekenen en volgde op zijn elfde een eerste cursus op het Art Institute of Chicago. Tijdens zijn highschooltijd ontwierp hij zijn Herblock-handtekening. Nadat hij in 1927 slaagde, ging hij twee jaar naar het Lake Forest College.
Zijn eerste cartoon verscheen op 24 april 1929 in de Chicago Daily News met een pleidooi voor het behoud van de Amerikaanse bossen. Block vertelde dat zijn familie conservatief was; zijn vader stemde in 1928 bijvoorbeeld op de Republikeinse kandidaat Herbert Hoover. Aan het begin van de Grote Depressie werd hij zelf voorstander van president Franklin Delano Roosevelt en diens New Deal, Roosevelts plan om de depressie uit het slop te trekken. Zijn leven lang bleef hij voorstander van de Democratische Partij.
In 1933 verhuisde hij naar Cleveland voor een baan als cartoonist voor de Newspaper Enterprise Association, een persorganisatie die zijn cartoons landelijk aan de man bracht.
Als Herblock wees hij op de gevaren van de Sovjetagressie, maar gaf naast sterke kritiek op Jozef Stalin ook tegengas tegen een overreactie op het communisme. Daarnaast waarschuwde hij voor de grote dreiging van het nazisme en was hij een tegenstander van het isolationistische America First.
Hij volharde in redactionele onafhankelijkheid, ook wanneer die niet overeenstemde met die van The Washington Post. Zijn steun voor presidentskandidaat Adlai Stevenson leverde hem een schorsing door de Post op, hoewel hij een week later zijn werk weer kon hervatten.
Meestal richtte hij zijn pijlen echter op Republikeinen. Een van zijn terugkerende doelen was senator Joseph McCarthy over wie hij het woord Mccarthyisme bedacht in een cartoon van 1950. Verder bood hij oppositie tegen de Vietnamoorlog, waardoor president Lyndon B. Johnson zijn plannen liet zakken hem te onderscheiden met een Presidential Medal of Freedom. Deze kreeg hij uiteindelijk in 1994 alsnog van Bill Clinton.
In 1942 won hij zijn eerste Pulitzerprijs. Hierna diende hij twee jaar in het Amerikaanse leger waar hij zich niettemin ook richtte op het maken van cartoons, evenals persberichten. Na terugkeer in het burgerleven, ging hij aan het werk als hoofdcartoonist voor The Washington Post; hier werkte hij tot aan zijn dood meer dan 55 jaar later.
Tijdens het Watergateschandaal richtte hij zijn pijlen geregeld op president Richard Nixon. Nixon zegde uiteindelijk zijn lidmaatschap van The Washington Post op nadat Herblock de president in een cartoon uit een riool laat kruipen. In de jaren tachtig en negentig leverde hij kritiek op de regeringen van Ronald Reagan, George H.W. Bush en Bill Clinton. Verder tekende hij kritisch werk over dagelijkse dingen, zoals wapenwetgeving, abortus, de invloed van fundamentele christelijke groepen op de politiek, de tabakindustrie (als voormalig roker) en de internetzeepbel.
Hij bleef doorwerken tot hij op 91-jarige leeftijd een longontsteking opliep. Hij was inmiddels te ziek om nog een cartoon te tekenen over de aanslagen op 11 september en hij overleed zes dagen voor zijn verjaardag op 7 oktober 2001.
Gedurende 44 jaar was Jean Rickard zijn assistent die verder ook de leiding op zich nam van de eerste tien jaar van de Herb Block Foundation. Block trouwde nooit en als postadres gaf hij altijd simpelweg The Washington Post op.

## Erkenning
Herblock werd in zijn leven een groot aantal malen onderscheiden, waaronder drie maal met een Pulitzerprijs: in 1942, 1954 en 1979. In 1987 kreeg hij de Four Freedoms Award in de categorie van vrijheid van meningsuiting en in 1994 ontving hij de Presidential Medal of Freedom. Naast vele andere onderscheidingen ontving hij enkele eredoctoraten, waaronder van de Harvard-universiteit in 1999.
Tijdens en na zijn leven werd zijn werk tentoongesteld, waaronder in de National Portrait Gallery van het Smithsonian Institution en enkele malen in de Library of Congress.

## Verzamelwerken
- 1950?: Herblock looks at Communism
- 1952: The Herblock book
- 1955: Herblock's here and now, Simon and Schuster
- 1958: Herblock's special for today, Simon and Schuster
- 1964: Straight Herblock, Simon and Schuster
- 1968: The Herblock gallery, Simon and Schuster
- 1972: Herblock's state of the Union, Simon and Schuster
- 1974: Herblock special report, Norton
- 1980: Herblock on all fronts: text and cartoons, New American Library
- 1984: Herblock through the looking glass, Norton
- 1987: Herblock at large: "Let's go back a little ..." and other cartoons with commentary, Pantheon Books
- 1993: Herblock: a cartoonist's life, Maxwell Macmillan International
- 2000: Herblock's history: political cartoons from the crash to the millennium, Library of Congress
- 2009: Herblock: The Life and Works of the Great Political Cartoonist, Harry Katz